# Karlatornet

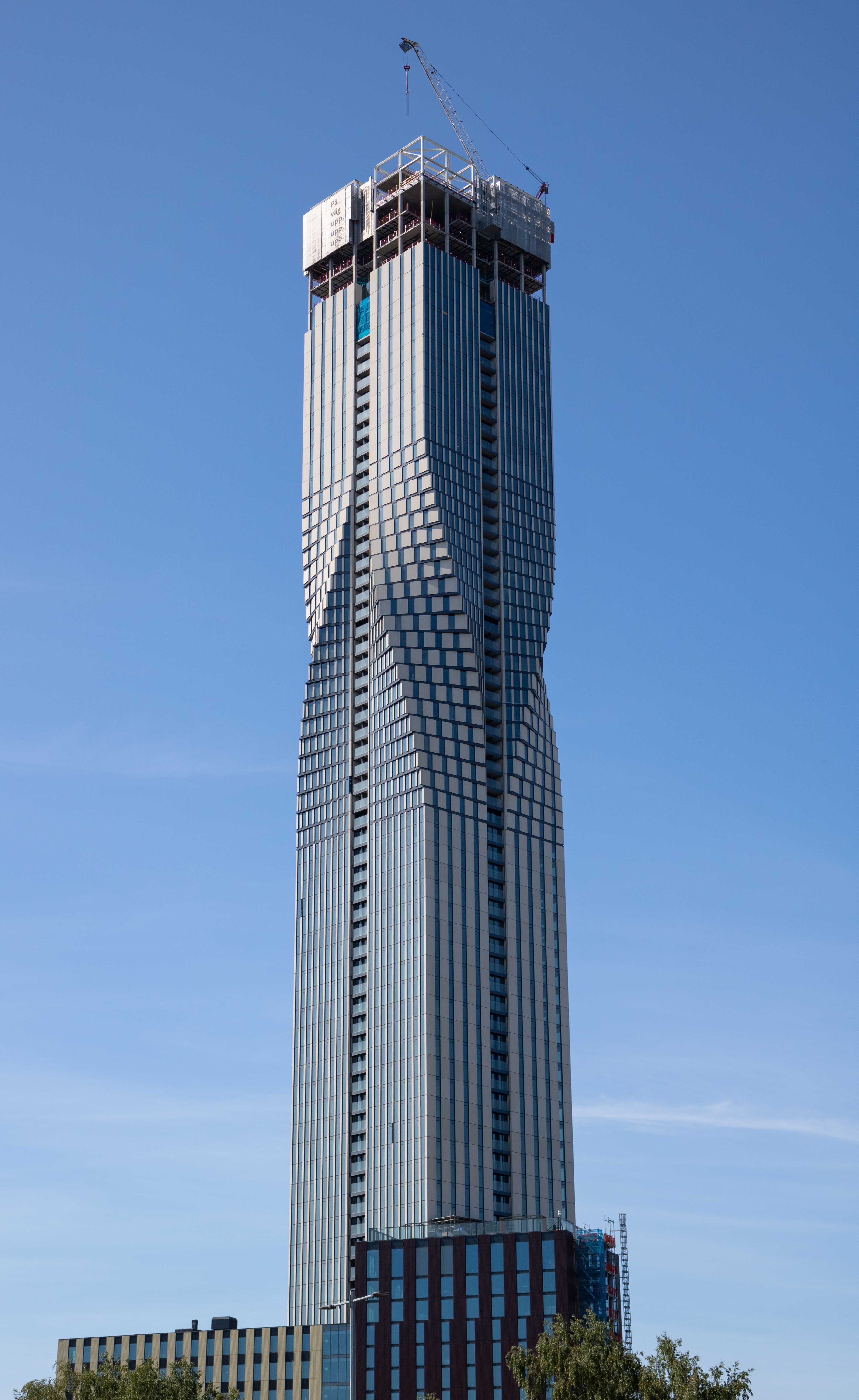
Karlatornet, Juli 2023

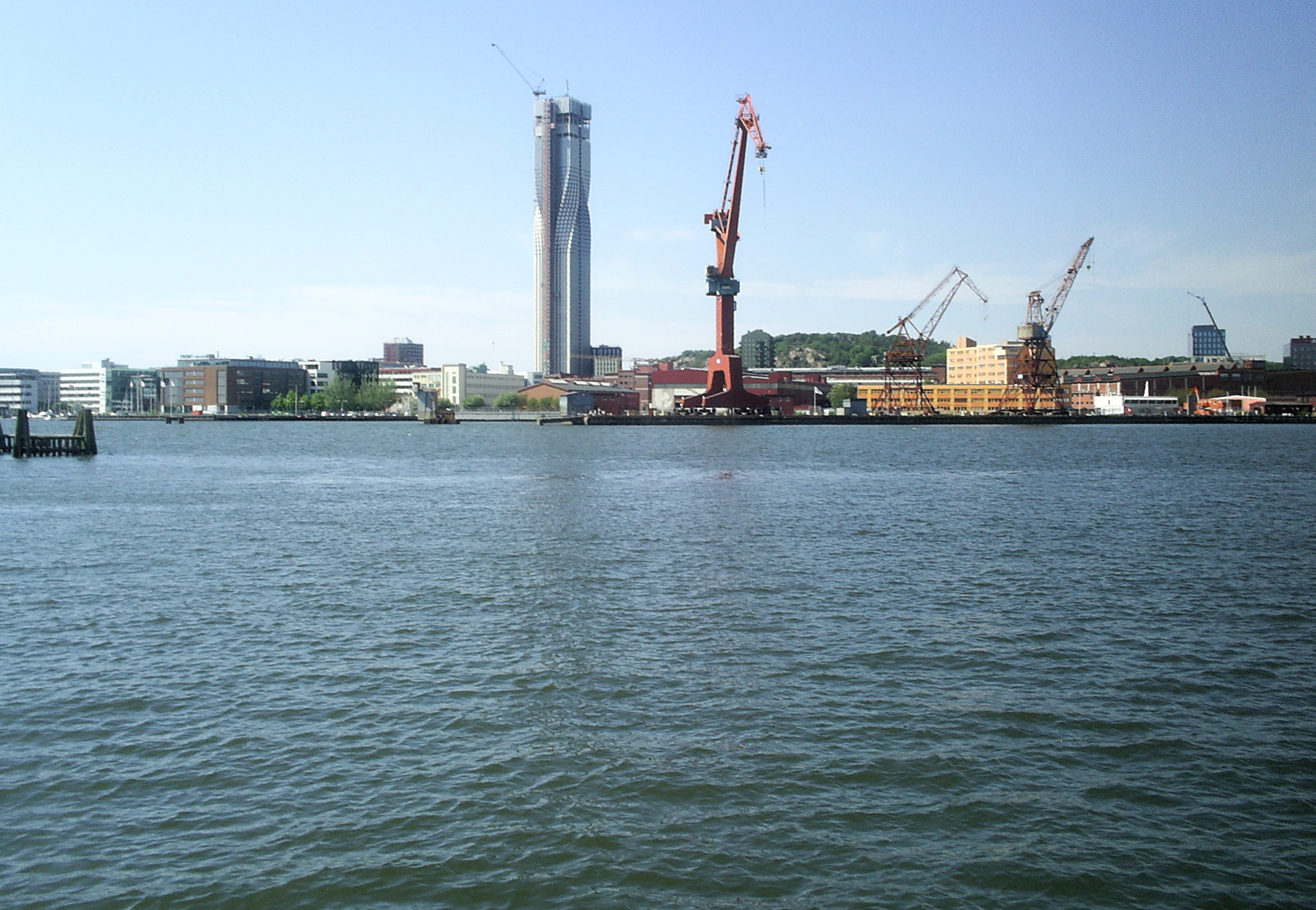
Karlatornet, Mai 2023

Karlatornet ist ein Wolkenkratzer in Göteborg. Mit 247 Metern und 74 Stockwerken ist er das höchste Gebäude Skandinaviens. Die Fertigstellung erfolgte im Herbst 2024, die Eröffnung der Aussichtsplattform im 69. Stockwerk ist für Herbst 2025 geplant.

## Hintergrund
Karlatornet ist Teil des Areals Karlastaden, das in den 2020er Jahren gebaut wird und 2026 fertiggestellt werden soll. Es wird in acht Blöcken rund 2000 Wohnungen, Hotels, Büros, Geschäfte und Restaurants beherbergen. Die markantesten Hochhäuser neben Karlatornet werden Cassiopeja (43 Stockwerke), Auriga (36 Stockwerke) und Virgo (27 Stockwerke) sein.
Im April 2010 kündigte Ola Serneke, der Gründer des Baukonzerns Serneke, seinen Plan an, auf dem Serneke-Gelände das Areal Karlastaden bauen zu wollen. Im August 2013 wurden Pläne für den Bau vorgestellt, einen Wolkenkratzer für 2 Mrd. SEK. In einem Architekturwettbewerb reichten 58 Architekturbüros Entwürfe für Karlatornet und Karlastaden ein. Im Mai 2014 wurden fünf Vorschläge für eine zweite Runde ausgewählt. Der Gewinner war das amerikanische Architekturbüro Skidmore, Owings and Merrill (SOM), das das One World Trade Center entworfen hat, mit der Begründung:

„Ein identitätsstiftender Vorschlag, der einen intelligenten Gesamtansatz sowohl für den Wolkenkratzer als auch für das städtische Umfeld verfolgt. Der Vorschlag integriert die lokale Umgebung in ein Ganzes, das ein lebendiges urbanes Umfeld ermöglicht. Die klare Identität des Wolkenkratzers verleiht Lindholmen Charakter und Vitalität und wird zum neuen Wahrzeichen und Stolz Göteborgs.“

Der Vorschlag von SOM für die Karlastaden umfasste auch mehrere andere Hochhäuser. Die Pläne wurden weiterentwickelt und der endgültige Vorschlag für den detaillierten Plan umfasste die folgenden Hochhäuser: Karlatornet (73 Stockwerke), Cassiopeja (43 Stockwerke), Auriga (36 Stockwerke), Virgo (27 Stockwerke), Lynx (17 Stockwerke) und Capella (17 Stockwerke). Das Gebiet sollte Miet- und Eigentumswohnungen, Seniorenheime, Hotels, Büros, Kindergärten, ein Gesundheitszentrum, Einzelhandel, Restaurants und ein Kulturzentrum umfassen.
Der detaillierte Plan für Karlastaden wurde im Mai 2017 von der Göteborger Planungsbehörde genehmigt; der Stadtrat gab einen Monat später grünes Licht. Der Rohbau wurde im Juni 2023 fertiggestellt. Karlatornet ist seitdem das höchste Gebäude Skandinaviens, 60 Meter höher als der Turning Torso in Malmö.
Karlatornet wurde 2024 fertiggestellt und umfasst neben 611 Wohnungen auch ein Hotel mit Konferenzräumen, Restaurants, Fitness- und Wellnessbereichen. Die Eröffnung der Aussichtsplattform für die Öffentlichkeit soll im Juni 2026 erfolgen.